# Clemente Ravetto
Clemente Ravetto (Grugliasco, 6 aprile 1878 – Palermo, 1º maggio 1953) è stato un pioniere dell'aviazione italiano autore del primo volo in terra di Sicilia.

## Biografia
Piemontese di nascita e palermitano di adozione.

Ravetto ai comandi del suo Voisin 28 nell'ottobre 1909

Per ordine del munifico Vincenzo Florio jr, acquistò egli stesso un aereo Voisin nella capitale francese e lo condusse a Palermo via ferrovia, dove sotto la sua guida fu assemblato nei locali di via Catania per poi librarsi in volo presso il campo di volo della Favorita, era il 1º maggio 1910.
A Clemente Ravetto è intitolata una stele in piazza Caboto a Mondello, nel punto esatto in cui si librò in volo in direzione di Valdesi, raggiungendo un'altezza di 40 metri per circa 200 metri di lunghezza.                      
Inoltre a lui è stata dedicata una strada a Boccadifalco.